# Kamila Rajdlová
Kamila Rajdlová (Liberec, 22 aprile 1978) è un'ex fondista ceca.

## Biografia
In Coppa del Mondo esordì il 13 gennaio 1996 a Nové Město na Moravě (70ª) e ottenne l'unico podio il 17 dicembre 2006 a La Clusaz (3ª).
In carriera prese parte a tre edizioni dei Giochi olimpici invernali, Salt Lake City 2002 (26ª nella 10 km, 27ª nella 30 km, 45ª nell'inseguimento, 4ª nella staffetta), Torino 2006 (32ª nella 10 km, 31ª nella 30 km, 12ª nella sprint a squadre, 6ª nella staffetta) e Vancouver 2010 (25ª nella 10 km, 23ª nell'inseguimento, 12ª nella staffetta), e a sei dei Campionati mondiali (5ª nella staffetta a Sapporo 2007 il miglior risultato).

## Palmarès

### Coppa del Mondo
- Miglior piazzamento in classifica generale: 32ª nel 2009
- 1 podio (a squadre[1]):
  - 1 terzo posto